# Benn Clatworthy
Benn Clatworthy (Hastings, 1955) is een Britse, in Californië woonachtige  jazzsaxofonist (tenorsaxofoon en altsaxofoon) en fluitist die hardbop speelt.

## Biografie
Clatworthy heeft een eigen kwartet en leidt de Francisco Aguabella Latin Jazz Band. Tevens speelt hij in groepen van Tony Insalaco en Pete Christlieb.
Hij was in de jaren zeventig actief in de jazzscene in Londen. In 1980 verhuisde hij naar Los Angeles, waar hij les kreeg van Phil Sobel. Hij speelde hier met onder meer Cedar Walton, Lionel Hampton en Jimmy Cleveland. In 1990 verscheen zijn eerste album, waaraan ook pianiste Cecilia Coleman meewerkte. Op een album uit 1995 speelde Cedar Walton mee. In 2002 verscheen een plaat die hij opdroeg aan zijn oma, de Music Hall-legende Gertie Lawrence.
Clatworthy heeft een eigen platenlabel, BCM.

## Discografie (selectie)
- Thanks Horace, Discovery Records, 1990
- While My Lady Sleeps, BCM, 1995 ('albumpick' Allmusic)
- Gertie, Theo, Phil & Me!, Mainstream Records, 2002
- The Decider, BCM, 2008